# Теремки (станція метро)
50°22′01.36″ пн. ш. 30°27′15.13″ сх. д. / 50.3670444° пн. ш. 30.4542028° сх. д.
«Теремки́» — 52-га станція Київського метрополітену. Кінцева на Оболонсько-Теремківській лінії. Розташована після станції «Іподром» на проспекті Академіка Глушкова поблизу Кільцевої дороги та Одеської площі. Відкрита 6 листопада 2013 року. Названа за однойменним житловим масивом.
На даний момент є найновішою станцією Київського метрополітену в Києві і однією з найновіших в Україні (інша — Перемога, що в Харкові, відкрита 19 серпня 2016 року). 6 листопада 2013 року станцію урочисто відкрив тодішній Президент України Віктор Янукович.
З 13 грудня 2023 по 12 вересня 2024 року у зв'язку з пошкодженням обробки та протіканням тунелю на перегоні «Либідська» — «Деміївська» станція приймала поїзди, що курсували в режимі човникового руху за маршрутом «Деміївська» — «Теремки». На час ремонту сполучення з основною частиною лінії було перервано.

## Конструкція
Конструкція станції — односклепінна мілкого закладення, з острівною платформою.
Колійний розвиток: 6-стрілочні оборотні тупики в кінці лінії.
Станція з двома виходами у підземні переходи під проспектом Академіка Глушкова. Наземні вестибюлі відсутні. Виходи з підземних переходів та ліфти улаштовані у вигляді засклених павільйонів.

## Опис
Оздоблення склепіння платформи виконане мозаїчним облицюванням у вигляді геометричних візерунків, елементи яких переходять також на колійні стіни. Стіни облицьовані бежевим мармуром, який підкреслює їх конструктивні особливості. Торці платформи також оздоблені мозаїчним облицюванням. Освітлення станції здійснюється за допомогою 13 торшерів з відзеркалювачами. Навкруги торшерів розміщені лавки для пасажирів, виготовлені з нержавіючої сталі. Додаткова світлова лінія на колійній стіні підсвітлює візерунок на склепінні.
На станції встановлено 4 ліфти для людей з особливими потребами. 2 ліфти — для перевезення пасажирів із вулиці до вестибюля станції, ще 2 — із рівня вестибюля до рівня пасажирської платформи. Вздовж краю платформи улаштована шутц-лінія з плитки типу «Грес» із випуклим рельєфом «Увага», що дозволяє краще орієнтуватися людям із вадами зору.

## Пасажиропотік
| Рік                           | 2009 | 2011 | 2012 | 2013 | 2014 | 2015 | 2016 | 2017 | 2018 |
| ----------------------------- | ---- | ---- | ---- | ---- | ---- | ---- | ---- | ---- | ---- |
| Пасажиропотік, тис. осіб/добу | —    | —    | —    | 23,0 | 23,2 | 24,4 | 26,3 | 27,9 | 28,9 |

## Галерея

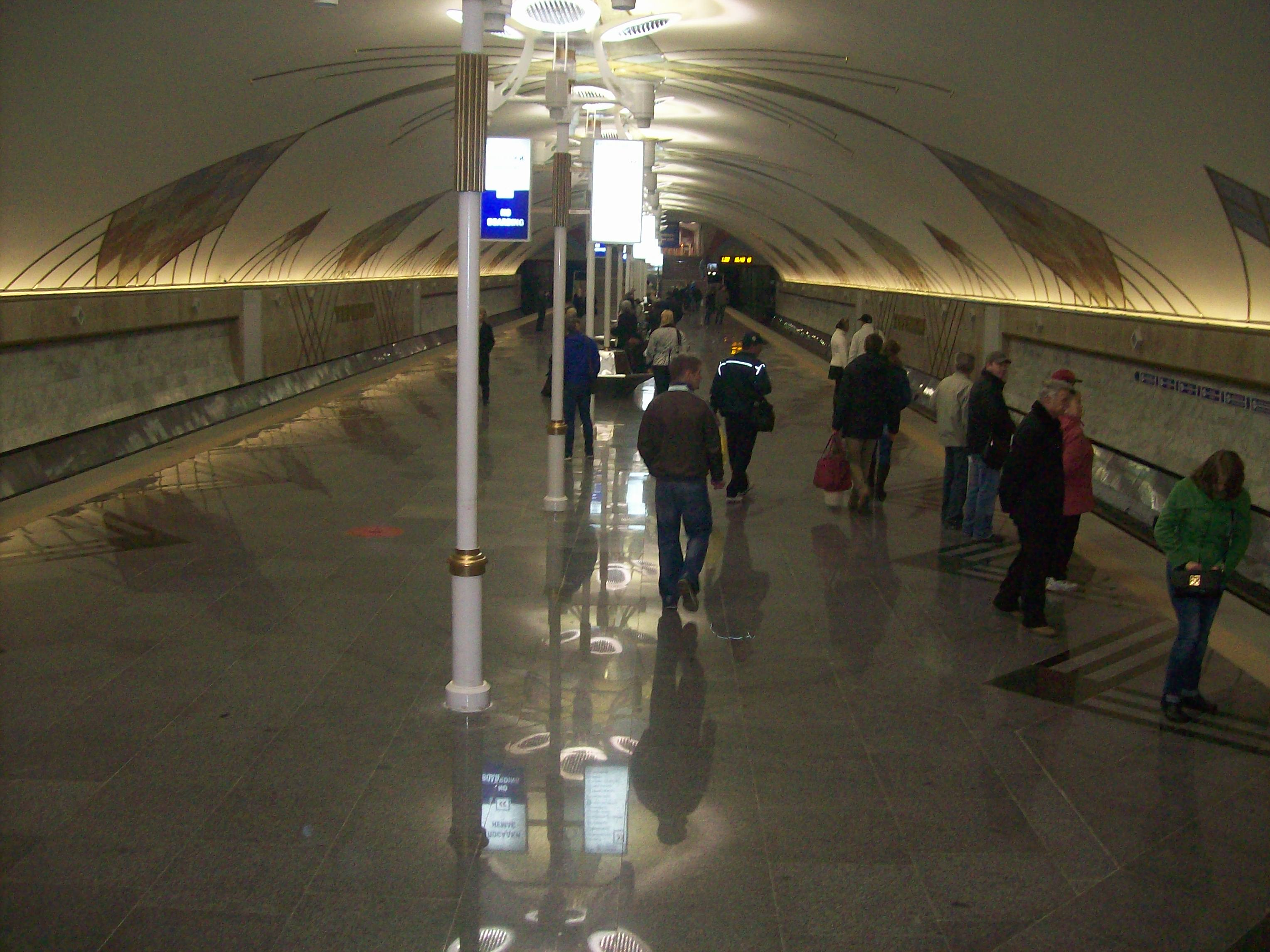
Центральний зал
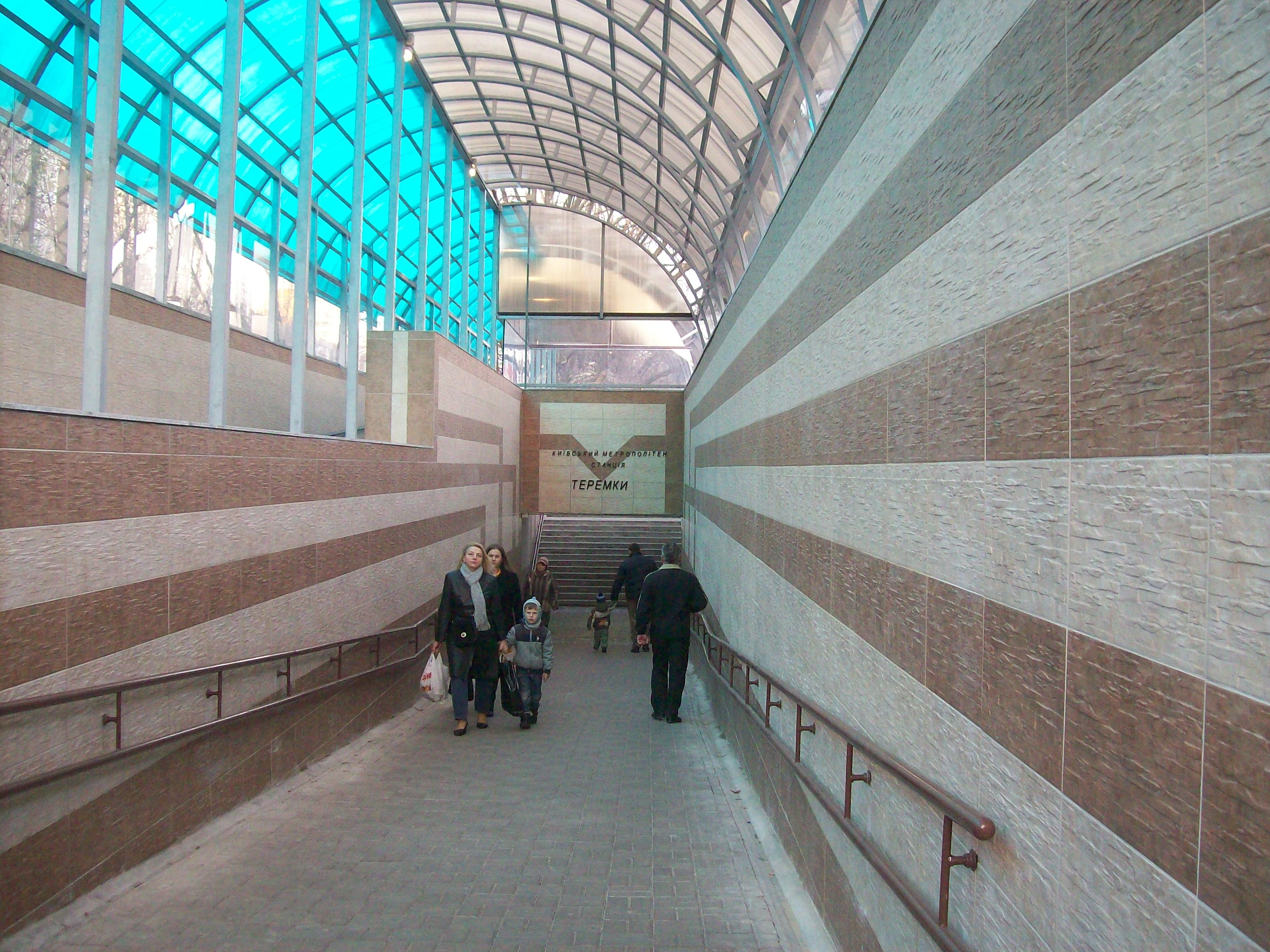
Вхід до станції
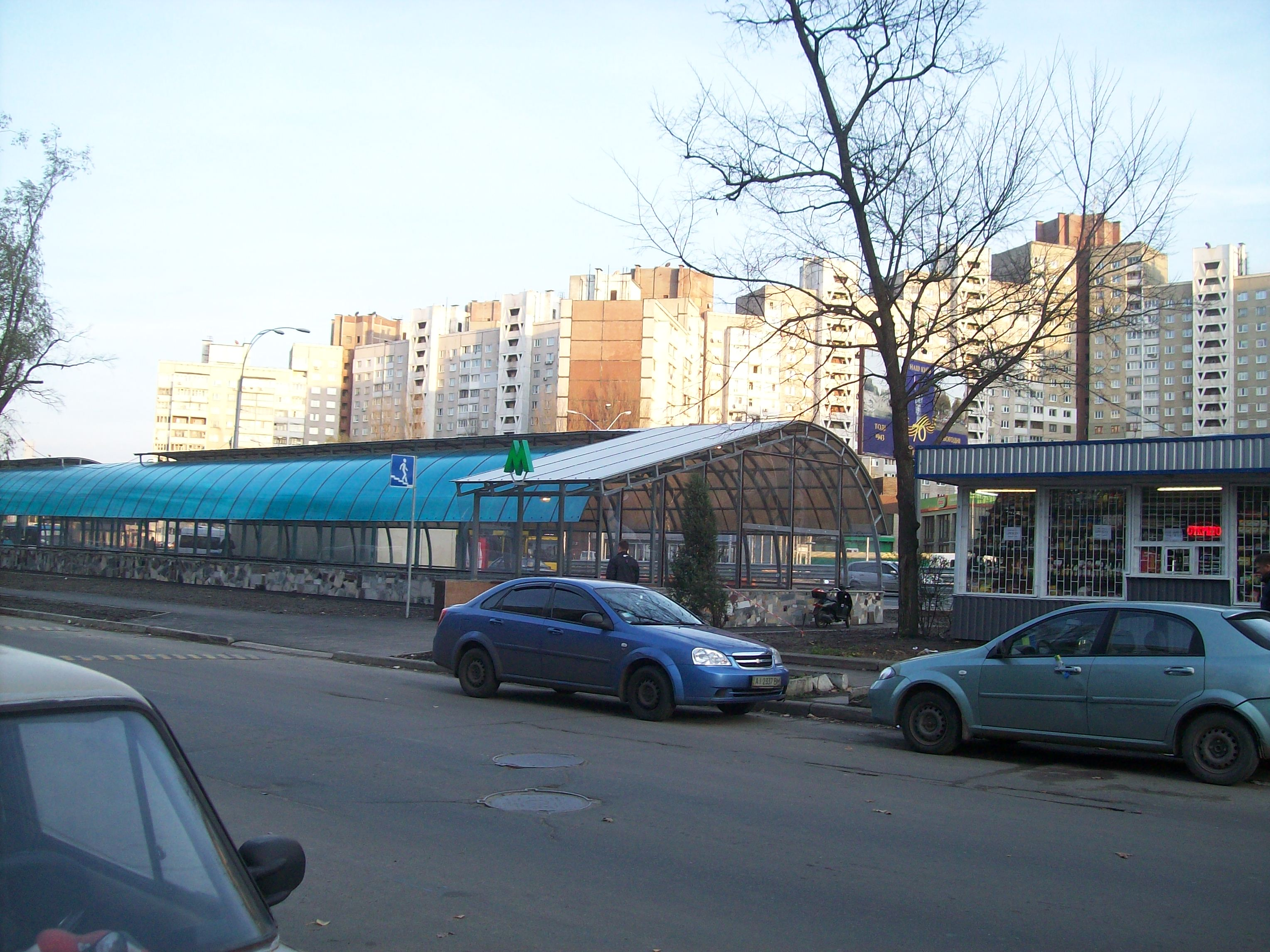
Вигляд ззовні
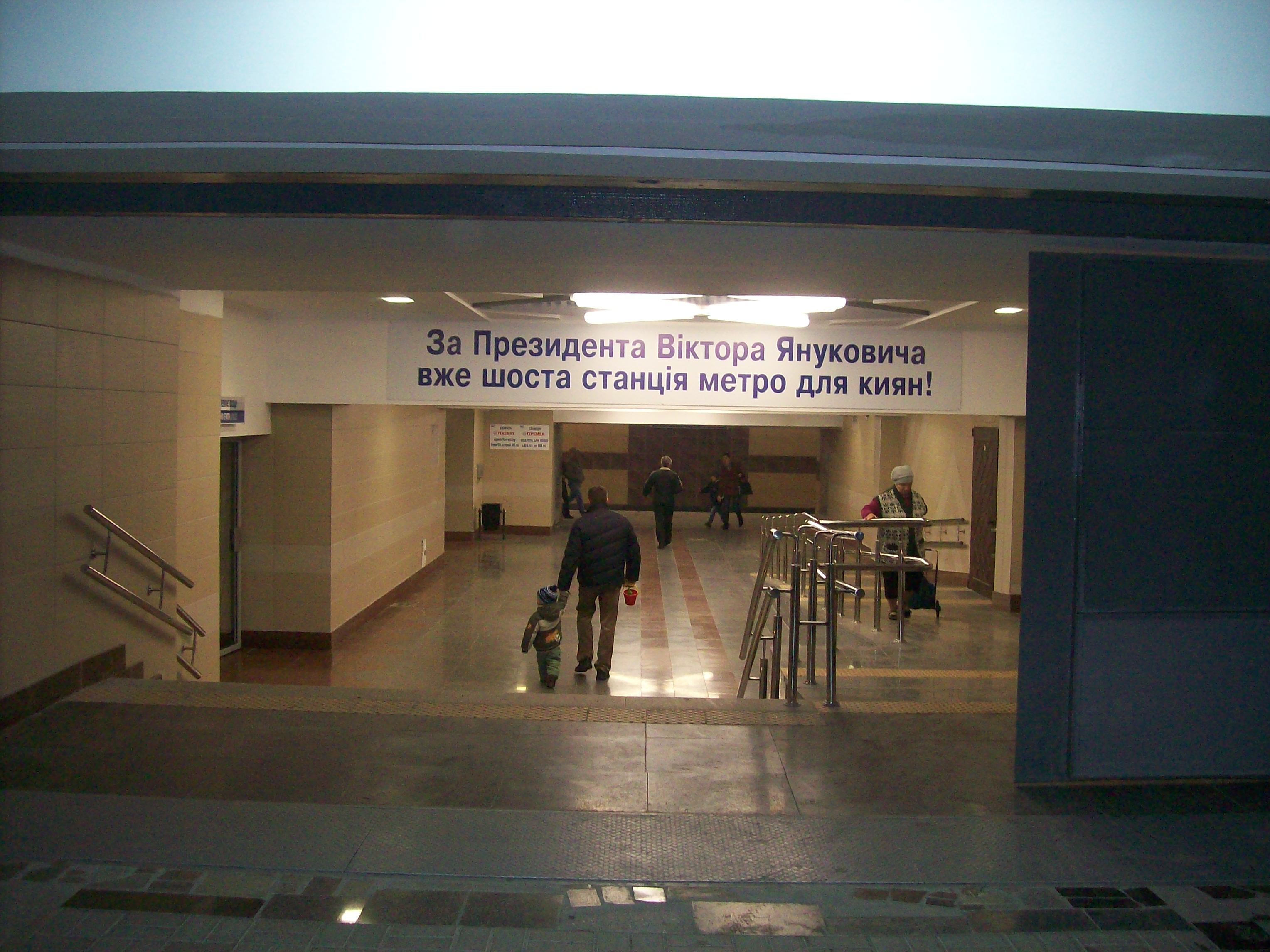
Підземний перехід
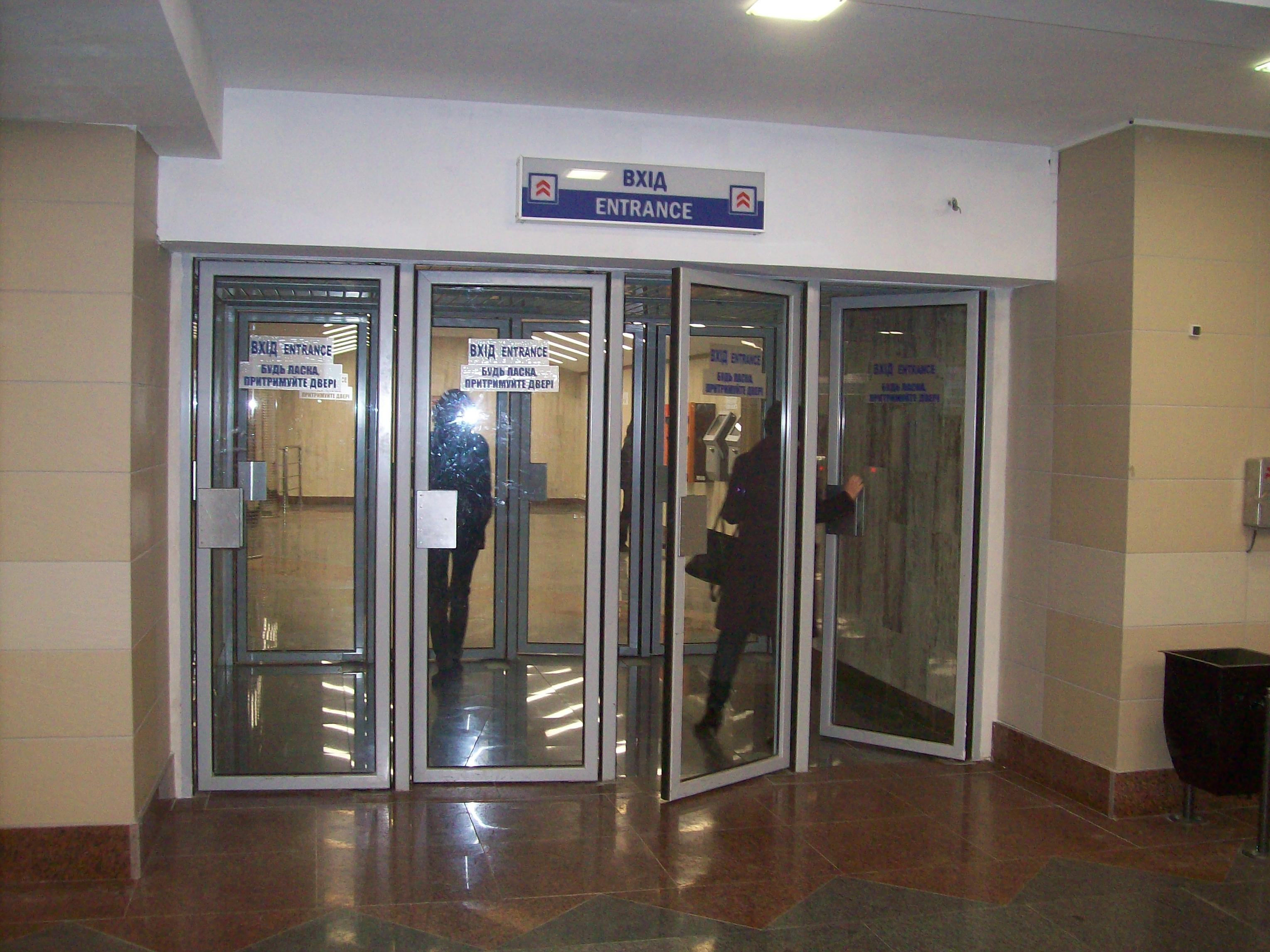
Двері вестибюля
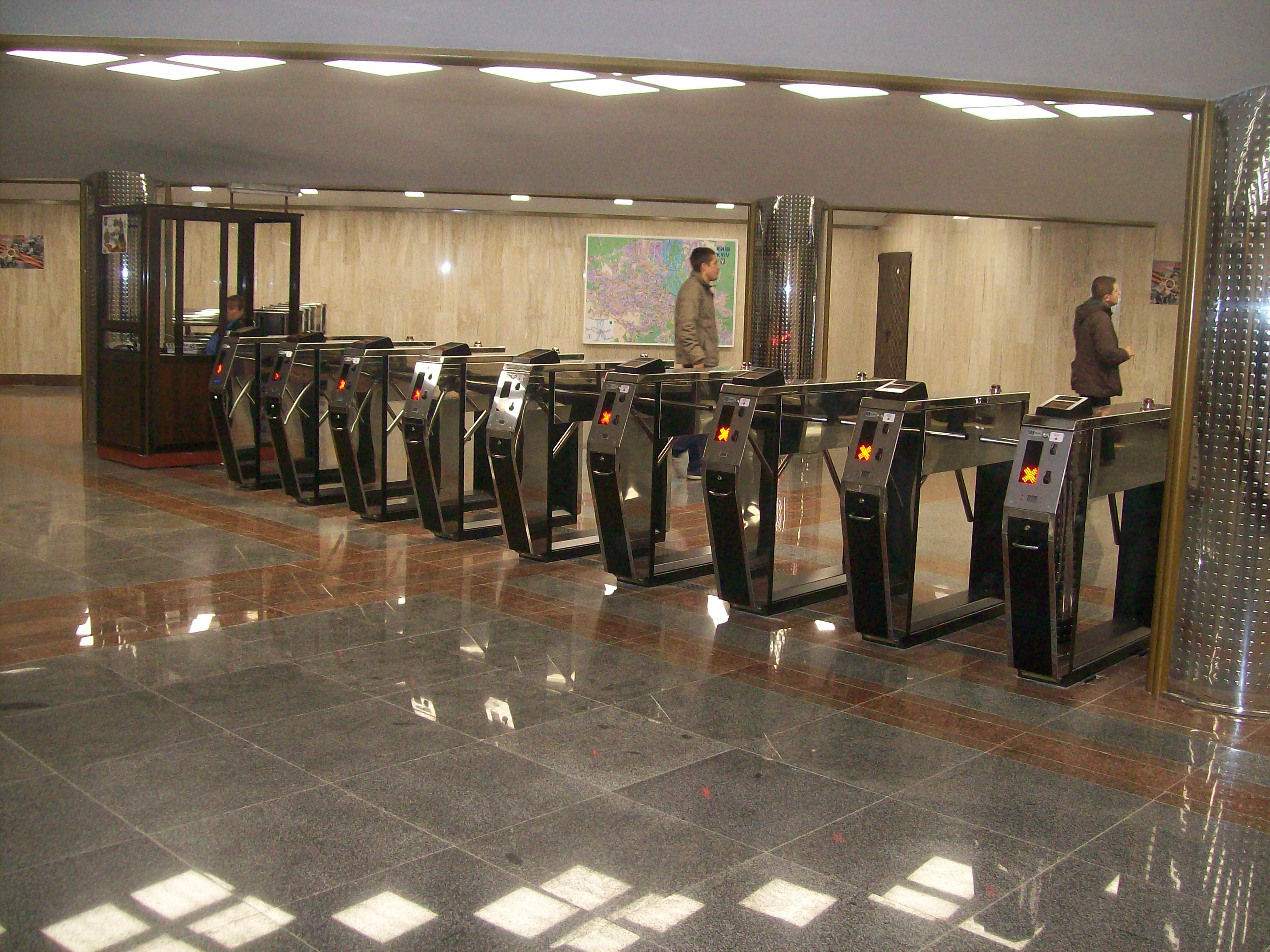
Вестибюль
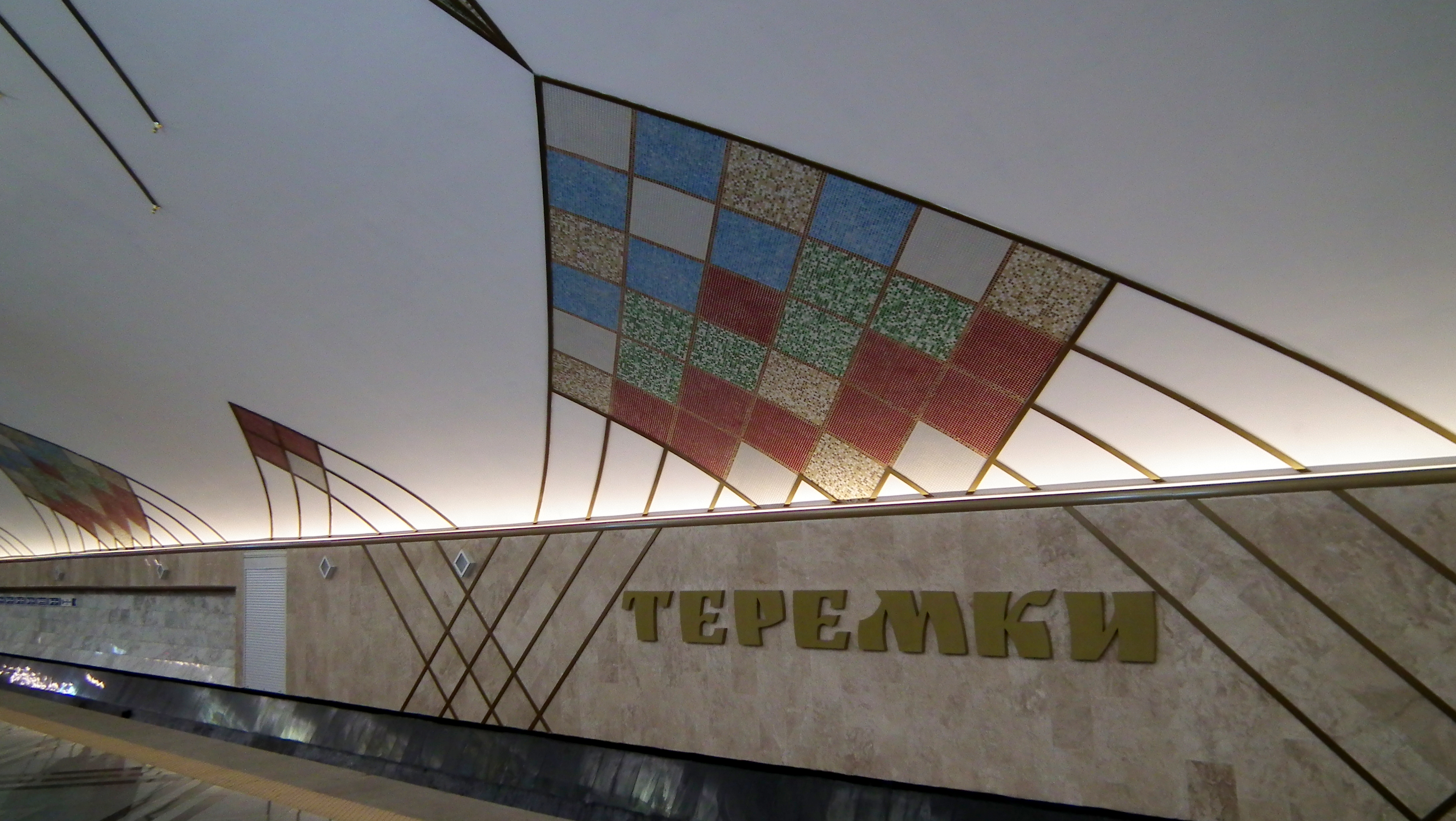
Назва станції на колійній стіні
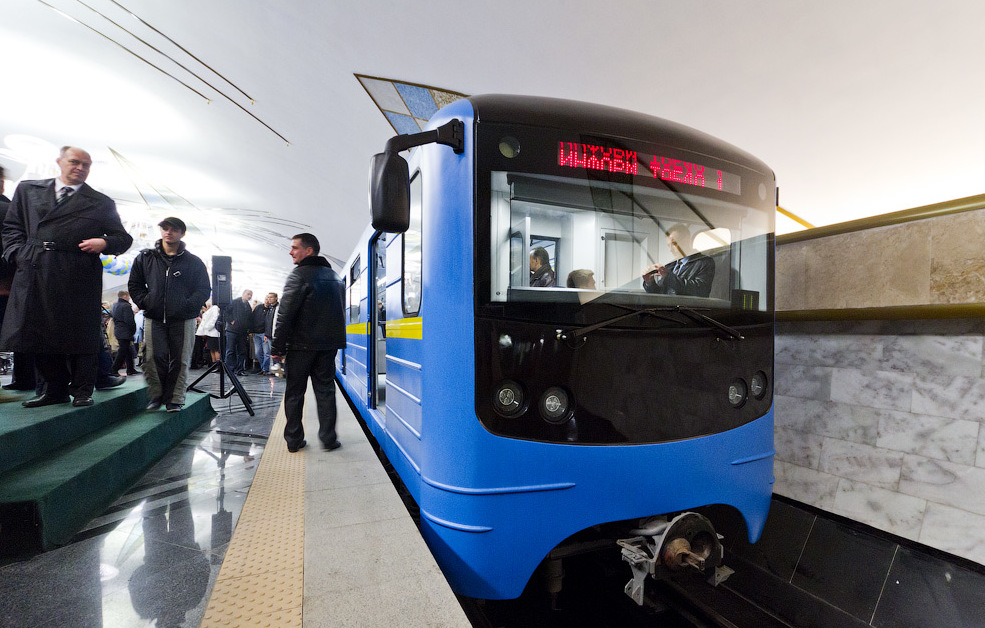
Потяг метро на станції